# École Centrale Paris
La École Centrale Paris (ECP, Scuola centrale delle arti e manifatture) è un'università francese, grande école d'Ingegneria istituita nel 1829, situata a Châtenay-Malabry.

## Didattica
Si possono conseguire i seguenti diplomi: 
- Ingénieur Centralien de Paris (Centralien Graduate ingegnere Master)
- Laurea magistrale, Master ricerca & Doctorat (PhD studi di dottorato)
- Laurea specialistica, Master specializzati (Mastère MS Spécialisé)
- MOOC[2].

## Doppie lauree École Centrale Paris
Il programma T.I.M.E. (Top Industrial Managers for Europe) è un progetto di doppia laurea dedicato a tutti gli studenti di ingegneria.
Si può sostituire il terzo anno di Ingegneria con due anni di permanenza nella École Centrale Paris. 
Al ritorno in Italia, gli studenti, ottenuta la Laurea, si iscrivono a un corso di Laurea Magistrale in Ingegneria presso la Facoltà di Ingegneria. Al conseguimento della Laurea Magistrale, lo studente ottiene anche il titolo Master rilasciato dalla École Centrale Paris.

## Progetti famosi
- Nel 1996, da un progetto accademico, nacque il progetto di VLC media player.
- Nel 2005, a seguito della richiesta avanzata dal Governo cinese[3], la rappresentanza delle École Centrale francesi (Lille, Lione, Marsiglia, Nantes, Parigi) hanno sottoscritto un protocollo di intesa con l'Università di Pechino, centro di formazione e ricerca di riferimento per il settore aeronautico e astronautico sinico, per l'apertura di un'École centrale nella città omonima, nel quadro di una cooperazione politica[4] e scientifica nell'area della meccanica, della scienza dei materiali, dell'automatica e delle scienze informatiche.[5] Attiva dal 2005, sette anni più tardi la struttura ha ospitato le lauree della prima generazione di studenti.[6] Gli insegnamenti sono erogati in tre lingue (cinese, francese e inglese) sia da docenti delle École Centrale sia di Pechino, e riservati a cittadini cinesi, ai quali è offerta la possibilità di effettuare scambi culturali nei cinque atenei europei. Le spese sono finanziate da imprese private, dal Ministero dell'Educazione e dal Ministero egli Esteri d'Oltralpe[7], oltreché da partner cinesi.[senza fonte]